# Henry Hull
Henry Watterson Hull (Louisville, 3 ottobre 1890 – Cornovaglia, 8 marzo 1977) è stato un attore statunitense.

## Biografia
Nato a Louisville (Kentucky), da Elinor Bond Vaughn e William Madison Hull, editore e critico teatrale, Henry Hull era inizialmente destinato alla professione di ingegnere minerario, ma la passione per il teatro lo spinse a frequentare compagnie di repertorio e ad approdare sui palcoscenici di New York nel 1909, sulle orme del fratello maggiore Shelly e della cognata Josephine Sherwood, entrambi già affermati attori teatrali. Shelly morirà nel 1919 durante l'epidemia di influenza spagnola, mentre la Sherwood acquisterà in seguito grande notorietà come attrice caratterista con il nome di Josephine Hull.
Hull debuttò a Broadway nel 1911 con Green Stockings, cui seguì due anni più tardi un ruolo di supporto in Believe Me Xantippe, in cui recitò al fianco di John Barrymore. Tra il 1917 e il 1925 l'attore apparve anche sul grande schermo in alcune pellicole mute, ma durante gli anni venti continuò a lavorare con regolarità sui palcoscenici di New York, conquistandosi una solida reputazione di attore teatrale nel più diverso genere di ruoli. Scrisse anche una pièce, intitolata Manhattan, che debuttò al Playhouse Theatre nel 1922 e fu rappresentata per 82 repliche.
La carriera teatrale di Hull raggiunse l'apice grazie al ruolo di Jeeter Lester nel dramma Tobacco Road, tratto dal romanzo La via del tabacco di Erskine Caldwell. La pièce debuttò a Broadway il 4 dicembre 1933 e fu poi rappresentata con grande successo durante l'intero decennio. Il ruolo di Jeeter fu successivamente interpretato da James Barton e da Will Geer. Tra gli altri successi teatrali di Hull, da ricordare The Masque of Kings di Maxwell Anderson, in scena nel 1936.
Dopo l'esperienza nel cinema muto durante gli anni venti, Hull fece definitivamente ritorno sul grande schermo nel 1934 con il ruolo di Abel Magwitch nel film Il forzato, tratto dal romanzo Grandi speranze di Charles Dickens. La raffinata recitazione di stampo teatrale e la voce profonda dall'accurata dizione, affinati in tanti anni passati sul palcoscenico, consentirono a Hull di diventare un caratterista assai richiesto a Hollywood e di entrare nella storia del cinema horror grazie al film Il segreto del Tibet (1935), in cui interpretò uno dei suoi rari ruoli da protagonista.
La casa produttrice Universal Pictures, specializzatasi nella prima metà degli anni trenta in pellicole dell'orrore, realizzò Il segreto del Tibet presentando sullo schermo una sinistra figura fino ad allora inedita per il cinema, quella del licantropo, l'uomo che si trasforma in lupo durante le notti di luna piena. Sfruttando l'idea che la "mariphasa", una sconosciuta pianta himalayana, rappresenti l'unico antidoto alla licantropia, il soggetto del film fu incentrato sulla figura del botanico inglese Wilfrid Glendon (interpretato da Hull), che viene morso da un lupo durante una spedizione sull'Himalaya alla ricerca del misterioso fiore. Tornato a Londra, Glendon scopre di essersi trasformato in licantropo e in tale veste compie i più efferati delitti, prima dell'inevitabile e tragica conclusione. Il make up da licantropo realizzato per Hull da Jack Pierce, truccatore dell'Universal, risultò impressionante ed efficace, ma più superficiale rispetto ai risultati ottenuti in precedenza per il Frankenstein (1931) di Boris Karloff, in quanto Hull si rifiutò di sottoporsi alle lunghe ed estenuanti sedute che Karloff aveva invece stoicamente accettato. La pellicola non ebbe all'epoca grande successo né di critica né di pubblico, ma è diventata nel tempo un cult.
Durante il resto del decennio e nei primi anni quaranta, Hull apparve in ruoli di supporto in film quali La città dei ragazzi (1938), Il grande valzer (1938), nel ruolo dell'imperatore Francesco Giuseppe, Jess il bandito (1939) e Il vendicatore di Jess il bandito (1940), in entrambi i quali interpretò il personaggio del maggiore Rufus Cobb, il melodramma Figlio, figlio mio! (1940), nel ruolo di Dermot O'Riorden, e il poliziesco Una pallottola per Roy (1941), nella parte di "Doc" Banton, accanto a Humphrey Bogart e Ida Lupino.
La migliore interpretazione di Hull nel decennio fu probabilmente quella dell'industriale Charles S. Rittenhouse nel dramma Prigionieri dell'oceano (1944) di Alfred Hitchcock. Bloccato su una scialuppa con altri naufraghi che tentano disperatamente di raggiungere le Bermuda dopo un attacco da parte di sottomarini tedeschi, il personaggio di Rittenhouse è quello di uno sgradevole uomo d'affari che professa idee di estrema destra, e che alla fine si unirà ai compagni per l'estremo e disperato linciaggio dell'astuto tedesco che si è impadronito del comando dell'imbarcazione e fino a quel momento ne ha mantenuto il controllo.
Dopo Prigionieri dell'oceano, Hull apparve in altri ruoli di carattere in pellicole quali Obiettivo Burma (1945), Falchi in picchiata (1948), Il ritratto di Jennie (1949), La fonte meravigliosa (1949) e Il grande Gatsby (1949), mentre la crescente affermazione della televisione stava per dare una nuova svolta alla sua carriera. Al 1950 risale infatti la prima apparizione di Hull sul piccolo schermo in due episodi della serie antologica The Ford Theatre Hour, cui ne seguirono innumerevoli altre durante il decennio, in telefilm come Suspense (1951-1952), Meet Mr. McNutley (1954), in cui interpretò un professore di college prossimo al pensionamento, The Restless Gun (1959) e La città in controluce (1959).
Diradate progressivamente le apparizioni cinematografiche, Hull continuò l'attività di attore televisivo anche nella prima metà degli anni sessanta, partecipando a serie western come I racconti del West (1960), Bonanza (1960), Carovane verso il West (1959-1961) e Laramie (1960-1963). Dopo un'ultima interpretazione cinematografica nel film drammatico La caccia (1966), diretto da Arthur Penn e interpretato da Marlon Brando, Jane Fonda e Robert Redford, Hull si ritirò definitivamente dalle scene.

## Vita privata
Nel 1913 Hull sposò l'attrice Juliet Van Wyck Fremont, con la quale comparve a Broadway nel 1916 nella pièce The Man Who Came Back. Dal matrimonio nacquero tre figli, Henry Jr., che seguì le orme dei genitori come attore teatrale, Shelley (1919-2005), divenuto produttore, e Joan.
Dopo la morte della moglie nel 1971, Hull si trasferì in Inghilterra e visse in Cornovaglia presso la figlia Joan, fino alla morte avvenuta nel 1977, a ottantasette anni. La sua salma fu riportata in America e sepolta al Rockland Cemetery di Sparkill (New York), accanto alla moglie.

## Filmografia

### Cinema
- A Square Deal, regia di Harley Knoles (1917)
- The Family Honor, regia di Émile Chautard (1917)
- Rasputin, the Black Monk, regia di Arthur Ashley (1917)
- The Volunteer, regia di Harley Knoles (1917)
- Little Women, regia di Harley Knoles (1918)
- Tom's Little Star, regia di George Terwilliger - cortometraggio (1919)
- Notte agitata (One Exciting Night), regia di David Wark Griffith (1922)
- The Last Moment, regia di J. Parker Read Jr. (1923)
- A Bride for a Night (1923)
- Roulette, regia di Stanner E.V. Taylor (1924)
- The Hoosier Schoolmaster, regia di Oliver L. Sellers (1924)
- For Woman's Favor, regia di O.A.C. Lund (1924)
- Wasted Lives, regia di John Gorman (1925)
- The Wrongdoers, regia di Hugh Dierker (1925)
- Matinee Idle, regia di Arthur Hurley - cortometraggio (1930)
- La sedia elettrica (Midnight), regia di Chester Erskine (1934)
- Il forzato (Great Expections), regia di Stuart Walker (1934)
- Transient Lady, regia di Edward Buzzell (1935)
- Il segreto del Tibet (Werewolf of London), regia di Stuart Walker (1935)
- Paradiso per tre (Paradise for Three), regia di Edward Buzzell (1938)
- Yellow Jack, regia di George B. Seitz (1938)
- Tre camerati (Three Comrades), regia di Frank Borzage (1938)
- Port of Seven Seas, regia di James Whale (1938) – non accreditato
- La città dei ragazzi (Boys Town) regia di Norman Taurog (1938)
- Il grande valzer (The Great Waltz), regia di Julien Duvivier (1938)
- Jess il bandito (Jesse James), regia di Henry King (1939)
- Prime armi (The Spirit of Culver), regia di Joseph Santley (1939)
- Le avventure di Cisco Kid (Return of the Cisco Kid), regia di Herbert I. Leeds (1939)
- L'esploratore scomparso (Stanley and Livingstone), regia di Henry King e Otto Brower (1939)
- Miracles for Sale, regia di Tod Browning (1939)
- Ragazzi attori (Babes in Arms), regia di Busby Berkeley (1939)
- Bad Little Angel, regia di Wilhelm Thiele (1939)
- Nick Carter (Nick Carter, Master Detective), regia di Jacques Tourneur (1939)
- Giudice Hardy e figlio (Judge Hardy and Son), regia di George B. Seitz (1939)
- Figlio, figlio mio! (My Son, My Son!), regia di Charles Vidor (1940)
- Il vendicatore di Jess il bandito (The Return of Frank James), regia di Fritz Lang (1940)
- Una pallottola per Roy (High Sierra), regia di Raoul Walsh (1941)
- West Side Kid, regia di George Sherman (1943)
- Seeds of Freedom, regia di Hans Burger e Sergej Michajlovič Ėjzenštejn (1943)
- La donna della città (The Woman of the Town), regia di George Archainbaud (1943)
- Prigionieri dell'oceano (Lifeboat), regia di Alfred Hitchcock (1944)
- Goodnight, Sweetheart, regia di Joseph Santley (1944)
- Obiettivo Burma (Objective: Burma!), regia di Raoul Walsh (1945)
- L'isola sulla montagna (High Barbaree), regia di Jack Conway (1947)
- Disperato d'amore (Deep Valley), regia di Jean Negulesco (1947)
- Il lutto si addice ad Elettra (Mourning Becomes Elettra), regia di Dudley Nichols (1947)
- La strada della felicità (On Our Merry Way), regia di Leslie Fenton e King Vidor - (scene cancellate) (1948)
- Scudda Hoo! Scudda Hay!, regia di F. Hugh Herbert (1948)
- Le mura di Gerico (The Walls of Jericho), regia di John M. Stahl (1948)
- Pistole puntate (Belle Starr's Daughter), regia di Lesley Selander (1948)
- Falchi in picchiata (Fighter Squadroon), regia di Raoul Walsh (1948)
- Il ritratto di Jennie (Portrait of Jennie), regia di William Dieterle (1948)
- El Paso, regia di Lewis R. Foster (1949)
- La legge di Robin Hood (Rimfire), regia di B. Reeves Eason (1949)
- Gli amanti della città sepolta (Colorado Territory), regia di Raoul Walsh (1949)
- La fonte meravigliosa (The Fountainhead), regia di King Vidor (1949)
- Il grande Gatsby (The Great Gatsby), regia di Elliott Nugent (1949)
- The Great Dan Patch, regia di Joseph M. Newman (1949)
- La colpa della signora Hunt (Song of Surrender), regia di Mitchell Leisen (1949)
- Nessuno deve amarti (The Return of Jesse James), regia di Arthur Hilton (1950)
- I misteri di Hollywood (Hollywood Story), regia di William Castle (1951)
- L'oro maledetto (The Treasure of Lost Canyon), regia di Ted Tetzlaff (1952)
- L'ultima resistenza (The Last Posse), regia di Alfred L. Werker (1953)
- Inferno, regia di Roy Ward Baker (1953)
- Per la vecchia bandiera (Thunder Over the Plains), regia di André De Toth (1953)
- Kentucky Rifle, regia di Carl K. Hittleman (1955)
- Sangue caldo (Man with the Gun), regia di Richard Wilson (1955)
- The Buckskin Lady, regia di Carl K. Hittleman (1957)
- L'orgoglioso ribelle (The Proud Rebel), regia di Michael Curtiz (1958)
- La bionda e lo sceriffo (The Sheriff of Fractured Jaw), regia di Raoul Walsh (1958)
- I bucanieri (The Buccaneer), regia di Anthony Quinn (1958)
- I conquistatori dell'Oregon (The Oregon Trail), regia di Gene Fowler Jr. (1959)
- Il padrone del mondo (Master of World), regia di William Witney (1961)
- The Fool Killer, regia di Servando Gonzales (1965)
- La caccia (The Chase), regia di Arthur Penn (1966)

### Televisione
- The Chevrolet Tele Theatre – serie TV, 1 episodio (1949)
- The Ford Theatre Hour – serie TV, 2 episodi (1950-1951)
- Starlight Theatre – serie TV, 1 episodio (1951)
- Lights Out – serie TV, episodio 4x08 (1951)
- Armstrong Circle Theatre – serie TV, 3 episodi (1951-1952)
- Suspense – serie TV, 3 episodi (1951-1952)
- Lux Video Theatre – serie TV, 2 episodi (1952)
- Your Favorite Story – serie TV, 1 episodio (1953)
- The Web – serie TV, 1 episodio (1954)
- Campbell Playhouse – serie TV, 2 episodi (1954)
- Center Stage – serie TV, 1 episodio (1954)
- Meet Mr. McNutley – serie TV, 1 episodio (1954)
- The United States Steel Hour – serie TV, 1 episodio (1955)
- Danger – serie TV, 2 episodi (1953-1955)
- You Are There – serie TV, 1 episodio (1955)
- Appointment with Adventure – serie TV, 1 episodio (1955)
- Windows – serie TV, 1 episodio (1955)
- Climax! – serie TV, episodio 2x32 (1956)
- Star Tonight – serie TV, 1 episodio (1956)
- The Kaiser Aluminum Hour – serie TV, episodio 1x06 (1956)
- Trackdown – serie TV, 1 episodio (1958)
- Bitter Heritage, regia di Paul Wendkos – film TV (1958)
- Playhouse 90 – serie TV, 2 episodi (1958-1959)
- La città in controluce (Naked City) – serie TV, 1 episodio (1959)
- The Restless Gun – serie TV, 3 episodi (1959)
- U.S. Marshal – serie TV, 1 episodio (1959)
- Goodyear Theatre – serie TV, episodio 3x14 (1960)
- Bonanza – serie TV, 2 episodi (1960)
- Route 66 – serie TV, 1 episodio (1960)
- Carovane verso il West (Wagon Train) – serie TV, 4 episodi (1959-1961)
- Outlaws – serie TV, episodio 1x15 (1961)
- The Best of the Post – serie TV, episodio 1x17 (1961)
- Alcoa Premiere – serie TV, 1 episodio (1962)
- Laramie – serie TV, 2 episodi (1960-1963)
- The Travels of Jaimie McPheeters – serie TV, episodio 1x13 (1963)

## Doppiatori italiani
- Lauro Gazzolo in Una pallottola per Roy, Prigionieri dell'oceano, Obiettivo Burma!, I bucanieri
- Gualtiero De Angelis in La città dei ragazzi
- Olinto Cristina in Jess il bandito
- Aldo Silvani in Il vendicatore di Jess il bandito
- Sandro Ruffini in Gli amanti della città sepolta
- Cesare Polacco in La fonte meravigliosa
- Corrado Racca in Il grande Gatsby
- Giorgio Capecchi in Falchi in picchiata